# アイストルプ
アイストルプ (ドイツ語: Eystrup) は、ドイツ連邦共和国ニーダーザクセン州のニーンブルク/ヴェーザー郡に属す町村（以下、本項では便宜上「町」と記述する）で、かつてのザムトゲマインデ・アイストルプの本部所在地であった。

## 歴史
アイストルプ周辺地域は古くから入植地であった。紀元前750年頃と推定される遺跡からは青銅製の装身具（首飾り、リング）や、琥珀製の首飾りが出土している。アイストルプの教会は1179年に初めて文献に記録されている。その周囲の村落としてのアイストルプについてはそれ以前の記録が遺されている。
アイストルプはかつてグラーフェンシャフト・ホーヤ郡に属していたが、1977年の地域再編によってニーンブルク郡に編入された。2006年に計画されたガンデスベルゲンの合併は実現しなかった。

## 文化と見所

### 射撃クラブと音楽隊
アイストルプでは1920年頃に射撃クラブが創られた。1929年にデンハウゼンがアイストルプに合併した後、射撃クラブはアイストルプ射撃クラブとデンハウゼン射撃クラブとに分割された。デンハウゼン射撃クラブの音楽隊やチアリーダーは、近隣の祭、たとえばハノーファーの射撃祭、オッテルンドルフのゲルマーネンフュンフカンプ、ブレーメンのノミの市、オルデンドルフの陶器市などに参加してパフォーマンスを行っている。これによりアイストルプは近隣町村のみならずフェルデン (アラー)、ハノーファー、ブレーメン、クックスハーフェン周辺でも音楽で知られることとなった。

### マルガレーテ風車
アイストルプ中央の小さな丘の上に「マルガレーテ」という名のギャラリーを備えたオランダ風車が建っている。この風車は1861年に建設されたもので、モーター駆動式製粉機1基と風力駆動式製粉機2基を備えている。現在では、粉挽きは特別な機会にデモンストレーションとして行われるだけである。この風車はアイストルプ風車友の会によって維持・管理されている。2003年からはアイストルプ戸籍役場の結婚室が風車内に設けられた。

## 経済と社会資本

### 経済
アイストルプには以下の食品会社がある。
- Essig- & Senffabrik Ph. Leman GmbH（Ph.レーマン酢・マスタード会社GmbH）1809年設立。ドイツに現存する最も古いマスタード・食用油絞り所である。
- Göbber GmbH & Co. KG（ゲッバーGmbH & Co. KG）1888年設立。北ドイツで最も古いジャムの製造会社である。

### 交通
アイストルプは、ニーンブルク/ヴェーザーとフェルデン (アラー)とを結ぶ連邦道B215号線に直接面している。この町には鉄道ハノーファー - ブレーメン線（ヴェーザー＝アラー鉄道の一部を兼ねる）および貨物・保存鉄道路線のアイストルプ - ホーヤ - ブルーフハウゼン＝フィルゼン - ジーケ線（『カフキーカー号』）の駅がある。グラーフシャフト・ホーヤ交通会社の多くのバス路線が近郊交通として利用できる。

### 公共機関
アイストルプには大きな老人ホームがある。最寄りの病院はフェルデン (アラー)のアラー＝ヴェーザー病院およびニーンブルク/ヴェーザーのミッテルヴェーザー病院（レーン・クリニクム）である。

## 引用
1. ↑  Landesamt für Statistik Niedersachsen, LSN-Online Regionaldatenbank, Tabelle A100001G: Fortschreibung des Bevölkerungsstandes, Stand 31. Dezember 2023